# 1970年代のラグビー
< 1970年代
- 1970年代前後:1960年代のラグビー - 1970年代のラグビー - 1980年代のラグビー

## できごと

### 1970年
- 1月4日 - 第22回全国社会人大会で近鉄が2年ぶり優勝（17‐8トヨタ自工）
- 1月5日 - 第6回大学選手権は日体大が優勝(11-9早大)
- 1月6日 - 第20回全国地区対抗大会で名城大が初優勝（18-5福岡大）
- 1月9日 - 第49回全国高校大会は目黒が初優勝（20-16諫早農）
- 1月15日 -　第7回日本選手権は日体大が富士鉄釜石を29-13で破り初優勝
- 3月21日 - NZUが全九州を破り、7戦全勝
- 3月29日 - NZU、カナダBC州代表、日本の三国対抗が行われ、日本は1勝1敗
- 3月30日 - 東京高校選抜、台湾遠征からの帰国（4勝）
- 6月18日 - 早大が韓国遠征（2勝2敗）
- 7月21日 - 第6回全国教育系大学大会は鹿児島大が優勝(16-5高知大)
- 9月23日 - 英国ラグビー100年会議に金野滋、大西鐵之祐が出席
- 12月 - 日本薬科大が台湾遠征（4勝）
- 12月5日 - 関東(学生)リーグ戦、法大が日大を破り、全勝優勝
- 12月6日 - 早明戦は早大が32-11と勝利、対抗戦全勝優勝も決める

### 1971年
- 1月5日 - 第7回大学選手権は早大が優勝(14-9日体大)
- 1月6日 -　第23回全国社会人大会は新日鐵釜とリコーが同点優勝。第21回全国地区対抗大会は名城大と福岡大が両者優勝（11-11）
- 1月7日 - 第1回全国高専大会は北九州工専が優勝（15-5大阪工専）
- 1月10日 - 第50回全国高校大会は盛岡工が優勝（20-9天理）
- 1月15日 - 第8回日本選手権は早大が5年ぶり優勝（30-16新日鐵釜石）
- 1月24日 - 東西学生対抗は東軍が50-14と西軍を圧倒。
- 2月 エーコンクラブ香港遠征（2勝1敗）
- 2月14日 - 中華民国国立師範大が4戦全敗で帰国
- 3月7日 - 全国朝日招待は九州代表が日本学生代表を下す（27-21）
- 3月20日 - 高校大会50周年記念で高校日本代表がカナダ遠征（3勝2敗）
- 4月 - 岐阜教員が台湾遠征（3勝1敗）
- 6月 - 立大が台湾遠征（1勝1敗1分）
- 9月 - 専大が韓国遠征（4敗）
- 9月1日 - 『全国高等学校ラグビー大会50年の歩み』出版
- 9月16日 - トライ4点、ゴール6点（トライとの合計）に得点方式変更
- 9月28日 - 日本代表が来日中のイングランドに3-6の惜敗
- 10月24日 - 東大ラグビー部創立50周年記念式典
- 12月4日 - 法大が中大を下し（17-16）、リーグ戦制覇
- 12月5日 - 早大が早明戦を制し（6-4）対抗戦全勝優勝
- 12月30日 - 第2回全国高専大会は北九州工専が連覇（27-8函館工専）

### 1972年
- 1月5日 - 第14回全国社会人大会は近鉄が優勝（6-5八幡製鉄）
- 1月6日 - 第22回全国地区対抗大学大会は広島大が初優勝（7-4九州産大）
- 1月8日 - 第24回全国社会人大会は三菱自工京都が初優勝（22-11リコー）
- 1月9日 - 第51回全国高校大会は天理が4度目の優勝（17-13目黒）
- 1月15日 - 第9回日本選手権は早大が連覇（14-11三菱自工京都）
- 3月16日 - 九州協会主催ラグビー展
- 3月27日 - 大阪高校選抜が韓国遠征（3勝1敗）
- 3月31日 - 豪州23歳以下代表コルツが来日（4勝3敗1分）
- 4月2日 - 不惑クラブ創立25周年式典
- 4月25日 - 『ラグビーマガジン』創刊。当時は季刊で発売
- 4月29日 - 明大ラグビー部創立50周年
- 5月10日 - 東京三洋がアメリカ・カナダ遠征（4勝1敗）
- 9月22日 - 鉄道開通100周年記念全国鉄ラグビー大会
- 11月11日 - 第3回アジア大会で日本3連覇（香港）
- 12日2日 - 中大が法大を破り（50-19）、リーグ戦全勝優勝
- 12月3日 - 早明戦無敗対決は早大が19-14で勝利、対抗戦優勝

### 1973年
- 1月6日 - 第23回全国地区対抗大学大会は東海大が初優勝（21-17福岡大）。第9回大学選手権は明大が初優勝（13-12早大）
- 1月7日 - 第25回全国社会人大会はリコーが初の単独優勝（29-3三菱自工京都）
- 1月8日 - 第3回全国高専大会は北九州工専が3連覇（38-16富山商船）
- 1月9日 - 第52回全国高校大会は目黒が2度目の優勝（27-0花園）
- 1月15日 -　第10回日本選手権はリコーが初の日本一（35-9明大）
- 3月11日 - 明大がNZ・豪州遠征（3勝6敗）
- 3月13日 - 成蹊大が香港遠征（1勝2敗）
- 3月 - 天理クラブが韓国遠征（2敗）
- 5月 - リコーが韓国遠征（1勝1敗）
- 7月21日 - 第9回全国教育系大学大会は宮崎大が初優勝（32-12熊本大）
- 9月2日 - 九州ラグビー協会創立25周年記念式典
- 9月14日 - 同大、部員の事故により1年の公式戦出場辞退
- 9月16日 - 日本代表が初の英仏遠征
- 10月27日 - エーコンクラブ汎太平洋クラブ大会出場（1勝2敗）
- 10月30日 - 日本代表が英仏遠征から帰国（2勝9敗）
- 11月25日 - 関東大学リーグ戦は専大が28―7で中大を下して優勝。関西大学Aリーグは天理大が優勝。出場辞退の同大は最下位扱いに。翌年はBリーグから京産大が昇格、同大も含め9校の争いに
- 12月9日 - 早明戦で早大が明大を13―9で下し、対抗戦全勝優勝

### 1974年
- 1月6日 - 第24回全国地区対抗大学大会は名城大と京産大が両者優勝（13-13）第10回全国大学選手権は早大が29-6で明大を破り優勝
- 1月7日 - 第4回全国高専大会は函館工専が初優勝(27-11富山商船)
- 1月8日 - 第26回全国社会人大会はリコーが連覇（4-3近鉄）
- 1月9日 - 第53回全国高校大会は目黒が19―8で大分鶴を破り、優勝
- 1月15日 - 第11回日本選手権はリコーが早大を破り連覇（25-3）
- 1月20日 - 第28回学生東西対抗は西軍が7年ぶり勝利（27-25東軍）
- 2月14日 - ブエノスアイレス大来日（1勝1敗）
- 4月 - 全香港が来日（2敗）
- 4月21日 - 日本代表NZ遠征（5勝5敗1分）
- 5月26日 - 日本代表が初めてNZU（NZ大学選抜）を破る
- 7月4日 - 北海道ラグビー協会50周年記念式典
- 11月17日 - 関西学生Aリーグは天理大が優勝。同大は得失点差で涙
- 11月23日 - 日本代表がアジア大会4連覇（スリランカ）
- 11月24日 - 大東大が関東大学リーグ戦初優勝（35-15日大）
- 12月7日 - 早大が明大を破り対抗戦全勝優勝（30-13明大）

### 1975年
- 1月4日 - 第11回大学選手権は早大が連覇（18-0明大）。大学選手権の前座で中学東西対抗が始まる
- 1月6日 - 第25回全国地区対抗大会は中京大が優勝（35-11福岡大）
- 1月7日 - 第5回全国高専大会は富山商船が優勝（13-3函館工専）
- 1月8日 - 第27回全国社会人大会は近鉄が5年ぶりV(10-7リコー)
- 1月9日 - 第54回全国高校大会は大分舞鶴が初優勝（14-8花園）。毎日放送が初めて高校大会を放映（5、7、9日は生放送）
- 1月15日 - 第12回日本選手権は近鉄が圧勝（33-13早大）
- 1月26日 - 関東ラグビー協会50周年記念式典
- 3月9日 - カンタベリー大来日（5勝1敗）
- 3月21日 - ケンブリッジ大来日（3勝1敗）
- 7月15日 - 日本代表が豪州遠征へ（4勝5敗）
- 7月19日 - 菅平で日本代表候補、ジュニア候補が合同合宿（～24日）。山口良治、伊藤忠幸、坂田好弘ら引退した業火指導陣に
- 9月 - このシーズンから2里まで負傷交代が可能に
- 9月11日 - ウェールズ代表来日（4勝）
- 9月21日 - 日本―ウェールズの第1テストは12-56と完敗(花園)
- 9月24日 - 日本―ウェールズの第2テストは6-82と大敗に（国立）
- 12月2日 - 豪州ニューサウスウェールズ州高校代表来日（7勝）
- 12月6日 - 専大が大東大を下して2年ぶりリーグ戦優勝（15-10）
- 12月7日 - 早明戦は引き分け（10-10）．対抗戦は同率優勝に

### 1976年
- 1月4日 - 第12回大学選手権は明大が優勝（18-7早大）
- 1月6日 - 第11回全国教育会大学大会は地元の愛知教育大が初優勝(29-9秋田大)
- 1月8日 - 第28回全国社会人大会は三菱自工京都が優勝（17-10東京三洋）
- 1月9日 - 第55回全国高校大会は國學院久我山が初優勝（25-9目黒）
- 1月15日 - 第13回日本選手権は明大が快勝（37-12三菱自工京都）
- 3月13日 - 高校日本代表がイングランド遠征（7敗）
- 3月17日 - NZU（NZ大学選抜）来日(4勝)
- 3月28日 - 第1回香港セブンズはカップトーナメント準決勝敗退（0-18NZ）
- 4月4日 - 関西協会50周年記念式典
- 4月27日 - 日本代表カナダ遠征（1勝4敗）
- 4月27日 - 全九州大学選抜が韓国遠征（2勝3敗）
- 9月15日 - カナダ、ブリティッシュ・コロンビア大来日（5勝1敗）
- 9月16日 - 北アイルランド、クィーンズ大ベルファスト来日（3勝2敗）
- 9月19日 - 日本代表が欧州遠征（3勝7敗）
- 9月26日 - 秩父宮ラグビー場メインスタンド完成記念試合
- 11月20日 - 第5回アジア大会で5連覇（韓国）
- 12月4日 - 関西大学リーグ戦、同大が4年ぶり優勝（51-9天理大）。日大が関東大学リーグ初優勝
- 12月5日 - 早大が明大を26-6で下し関東大学対抗戦7連覇、55連勝。この早明戦の入場者数が6万人を超える

### 1977年
- 1月3日 - 第13回大学選手権は早大が2年ぶり8度目V（34-6明大）
- 1月8日 - 第29回全国社会人大会は新日鐵釜石が6年ぶり優勝（27-3トヨタ自工）
- 1月9日 - 第56回全国高校大会は目黒が3年ぶり優勝（29-9花園）
- 1月15日 - 第14回日本選手権は新日鐵釜石が初優勝（27-12早大）
- 2月19日 - 早大が部員の暴力事件により1年間公式戦自粛を決める
- 2月26日 - 明大がNZ遠征（7敗）
- 3月15日 - オックスフォード大来日（4勝）
- 3月18日 - カナダのセントジョージズ高来日（3勝3敗）
- 3月19日 - 日本協会、創立50周年記念式典
- 4月9日 - 豪州シドニー代表来日（1勝）
- 5月1日 - 第2回香港セブンズ、日本は準決勝敗退
- 7月24日 - 高校日本代表が豪州遠征（3勝4敗1分）
- 9月初戦日 - スコットランド代表来日（3勝）
- 9月26日 - 星名泰日本協会顧問死去
- 11月3日 - 花園で初のママさんラグビー試合
- 11月23日 - 早慶戦で15年ぶりに早大が敗れ、対抗戦60連勝で止まる
- 11月26日 - 豪州高校代表初来日（1勝、42-0高校日本代表）
- 12月3日 - 日大が関東大学リーグ連覇（18-9専大）
- 12月4日 - 明大が関東大学対抗戦を15年ぶり単独優勝（58-0天理大）
- 12月9日 - 早大が交流戦で専大に敗れ、大学選手権出場を逃す
- 12月10日 - 法大が中大を破り（19-16）、全勝でリーグ戦初代王者に

### 1978年
- 1月4日 - 第14回大学選手権は明大が2年ぶりの優勝（7-6慶大）
- 1月8日 - 第30回全国社会人大会はトヨタ自工が9年ぶりV（19-15東京三洋）
- 1月9日 - 第57回全国高校大会は大阪工大高は初優勝（20-12秋田工）
- 1月15日 - 第15回日本選手権はトヨタ自工が勝利(20-10明大)
- 3月初戦日 - 豪州クイーンズランド州代表来日（2勝）
- 4月24日 - 日大創部50周年記念、カナダ、ブリティッシュ・コロンビア州遠征（1勝1敗）
- 4月29日 - 第1回関西府県対抗大会開催
- 9月10日 - フランス代表来日（4勝）
- 11月25日 - 第6回アジア大会6連覇（マレーシア）
- 11月26日 - 国士大が関東大学リーグ戦初優勝
- 12月5日 - 関西大学リーグ戦は同大が3連覇。12月5日筑波大が交流戦出場辞退（茨城県議会選挙違反による）

### 1979年
- 1月3日 - 第15回大学選手権は日体大が9年ぶり優勝（22-3明大）
- 1月7日 - 第58回全国高校大会は國學院久我山が優勝（40-6黒沢尻工）
- 1月8日 - 第31回全国社会人大会は新日鐵釜石が2年ぶりV（15-3三菱自工京都）
- 1月15日 - 第16回日本選手権は新日鐵釜石が2年ぶり日本一（24-0日体大）
- 2月28日 - 創部80周年の慶大が豪州、NZ遠征へ（4勝2敗）
- 3月15日 - 高校日本代表がイングランド遠征（3勝1敗）
- 3月25日 - NZタラナキ州代表来日、日本代表に66―20で勝利
- 3月28日 - 日本A代表がNZ遠征（1勝5敗2分）
- 4月11日 - 日本代表、香港に敗れる（17-23）
- 4月12日 - 全新日鐵が豪州遠征（2勝3敗）
- 5月10日 - イングランドXV来日（4勝）
- 5月11日 - 明大・北島忠治監督が勲四等瑞宝章を受章
- 9月13日 - ケンブリッジ大が来日（5勝）
- 9月15日 - 第1回関東大学ジュニア選手権、日体大が優勝
- 12月1日 - 法大が8年ぶりにリーグ戦制覇（39-17中大）
- 12月2日 - 豪州NSW州高校代表来日（7勝）。明大が全勝対決を制して関東大学対抗戦制覇（16-6早大）。関西大学リーグは同大が4連覇。
- 12月16日 - 藤原優入社の丸紅が関東社会人1部昇格